# Benedetta Tagliabue
Benedetta Tagliabue (Milán, Italia, 1963) es una arquitecta italiana establecida en España.

Estuvo casada con el también arquitecto Enric Miralles (1955-2000) y es la actual directora del "Estudio Miralles Tagliabue (EMBT)". 

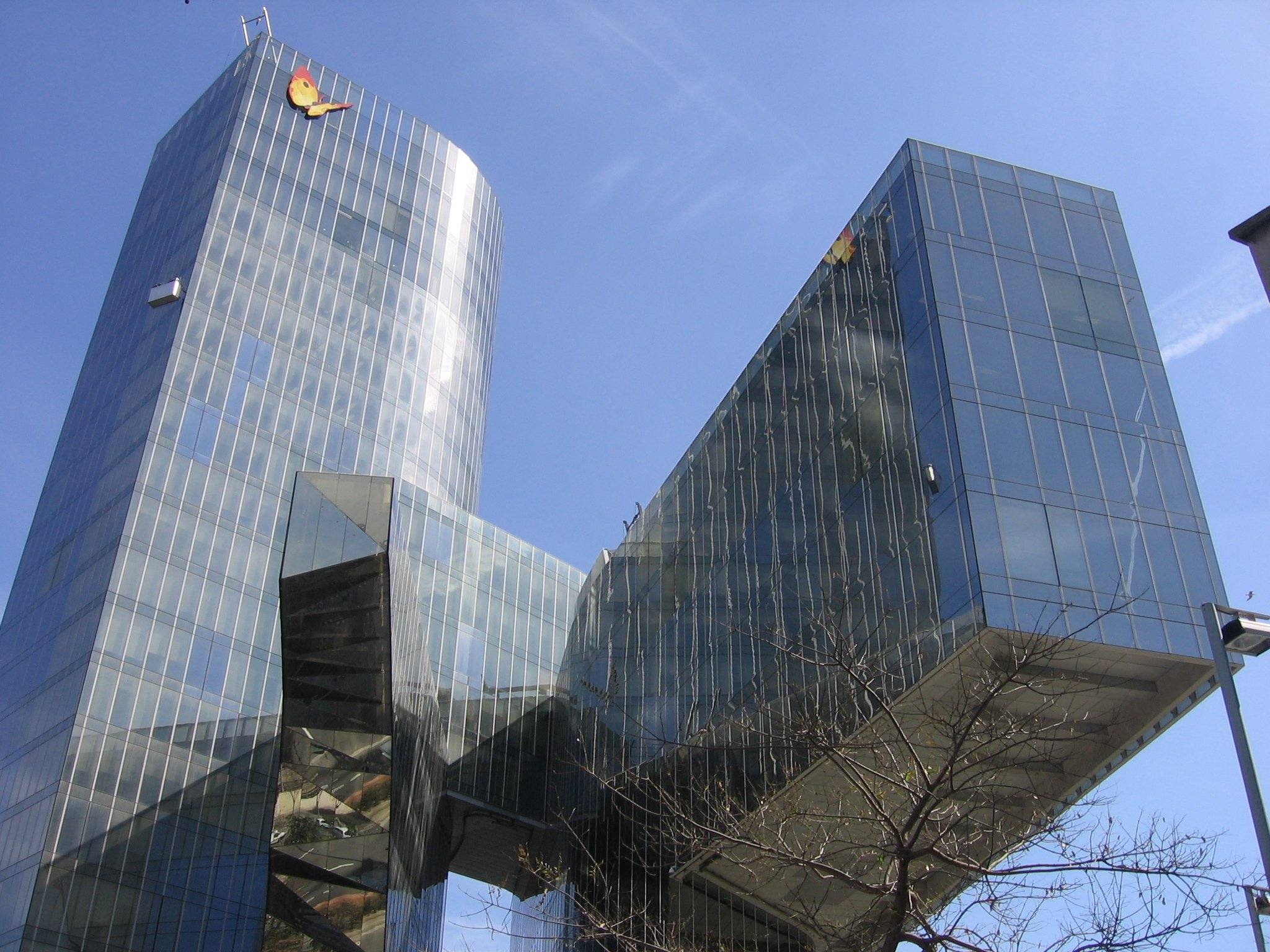
Edificio de Gas Natural (1999-2006), obra de Enric Miralles y Benedetta Tagliabue.

## Biografía
Estudió arquitectura en el Instituto Universitario de Arquitectura de Venecia, donde se graduó en 1989. Amplió sus estudios en Nueva York, pero al finalizar su tesis doctoral en 1989 se trasladó a Barcelona. En el año 1991 empieza a colaborar con Enric Miralles, con quien se asocia en 1994 para formar el estudio Miralles Tagliabue EMBT. Su colaboración les llevó a colocar su estudio entre los estudios de arquitectura de mayor prestigio y proyección internacional. El taller de arquitectura se caracteriza por el equilibrio entre una estética fragmentada, convulsa y el respeto por la tradición del lugar, una idea que Miralles supo transmitir a Tagliabue y que ésta ha seguido plasmando.
Tiene dos hijos, Caterina y Domenec Miralles.

## Actividad profesional
Junto a Enric Miralles ha desarrollado una gran labor arquitectónica, realizando proyectos tanto en Cataluña como en todo el mundo, haciendo una especial mención a la construcción del Parlamento de Escocia (1998-2004), que ganaron en un concurso internacional.
Tras la muerte inesperada de Miralles en el año 2000, Benedetta Tagliabue toma la dirección del estudio, continuando con los proyectos que ambos estaban construyendo, la Escuela de Música de Hamburgo (2000), el Ayuntamiento de Utrecht en Holanda (2000), el Parc Diagonal Mar en Barcelona (2002), el Campus Universitario de Vigo (2003), el Parlamento de Escocia (2004), el Mercado de Santa Caterina (2005) y el edificio de Gas Natural Fenosa (2007) . Recientemente ha inaugurado en Barcelona el Centro Kalida San Pau, un centro asistencial dirigido a personas con cáncer. 

## Selección de obras
- 1996 - 1999: Seis Viviendas en Borneo (Ámsterdam)
- 1999 - 2001: Parque de los colores (Mollet del Vallès)
- 1997 - 2002: Parque de Diagonal Mar (Barcelona)
- 1997 - 2000: Rehabilitación del Ayuntamiento (Utrecht, Países Bajos)
- 1997 - 2005: Mercado de Santa Caterina (Barcelona)
- 1998 - 2000: Escuela de Música en (Hamburgo, Alemania)
- 1999 - 2000: Escenografía para la ópera Don Quijote, Teatro del Liceo, Barcelona
- 1998 - 2004: Parlamento de Escocia (Edimburgo)
- 1999 - 2003: Campus de la Universidad de Vigo (Vigo)
- 1999 - 2006: Edificio de Gas Natural (Barcelona)

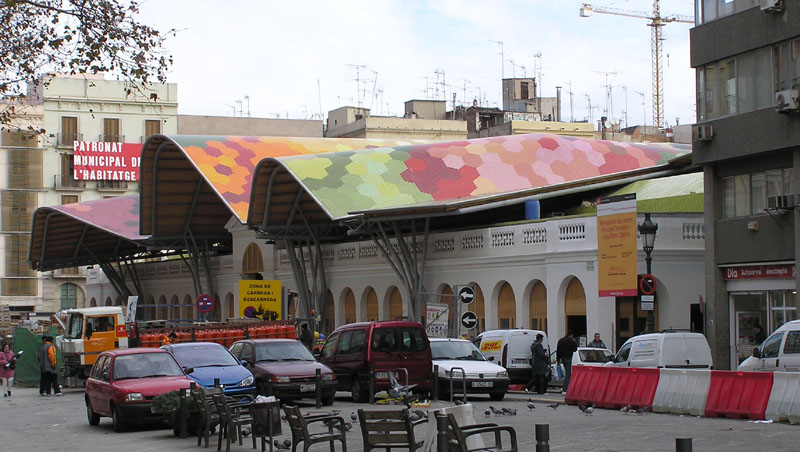
Mercado de Santa Caterina, Barcelona

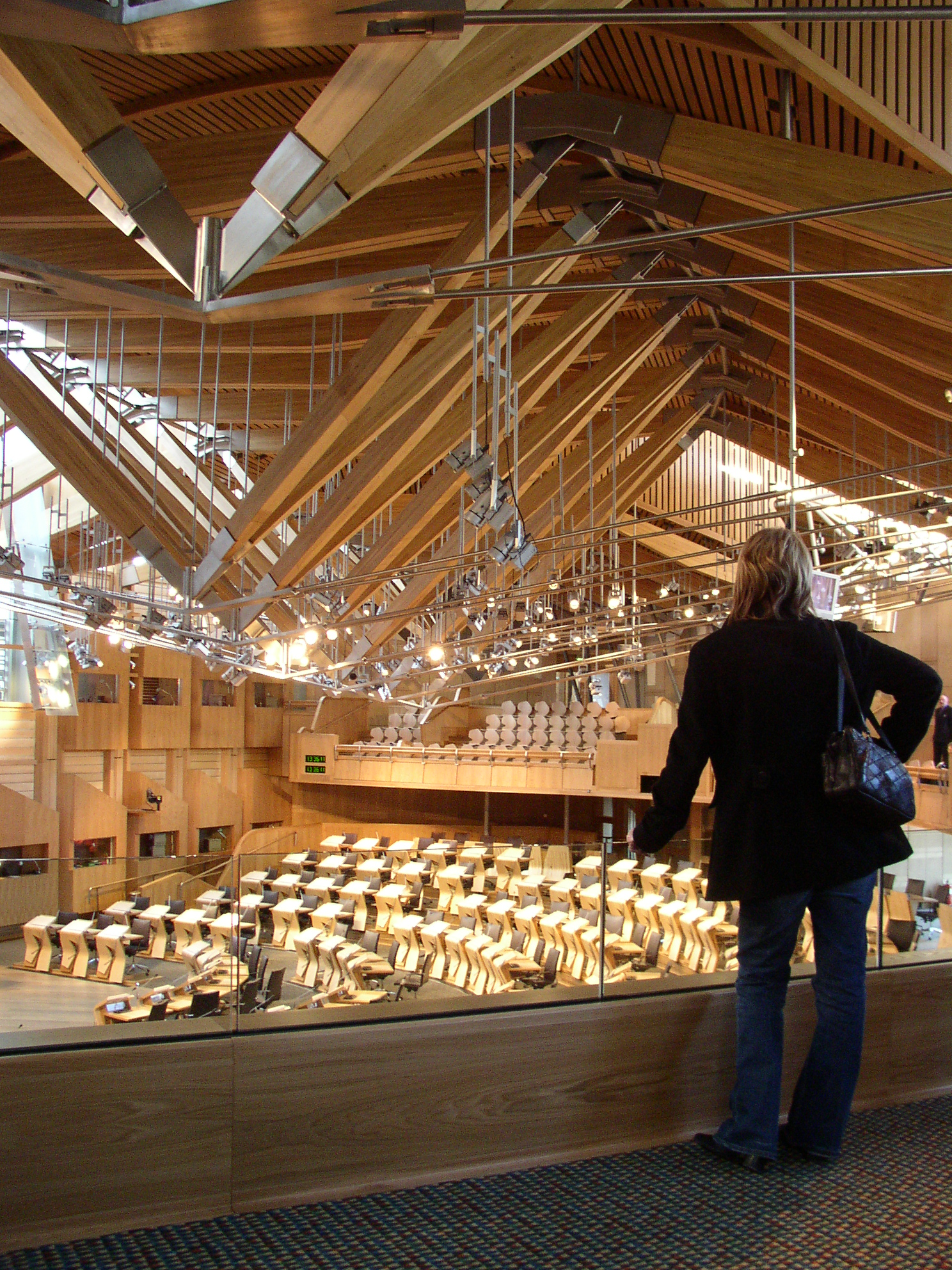
Parlamento de Escocia, Edimburgo

- 1997 - 2007: Biblioteca Pública "Enric Miralles" (Palafolls)
- 2002 - 2007: Marco Polo Platz, HafenCity Hamburgo, Alemania
- 2003 - 2007: Conjunto de 48 Viviendas de Protección oficial, (Figueras)

## Reconocimientos
Premio Nacional de Arquitectura de España 1995. En el año 2005 fue galardonada en la Bienal de Arquitectura Española, Premio Manuel de la Dehesa, por su proyecto del Parlamento de Escocia 2004 y el mismo año gana el prestigioso RIBA Stirling Prize, Mejor Edificio del 2005 por el Parlamento de Escocia, que también fue premiado en la VIII Bienal Española de Arquitectura y Urbanismo, y con el Premio Nacional de Patrimonio Cultural concedido por la Generalidad de Cataluña por el mercado de Santa Caterina en 2001. El año 2009 ha recibido el Premio Ciudad de Barcelona en la categoría de proyección Internacional por el Pabellón de España de la Exposición Universal de Shanghái de 2010. En 2009 se le concedió el premio Fellowship RIBA de arquitectura, otorgado por el Royal Institute of British Architects (RIBA). En 2013 obtuvo el RIBA Jenks Award. Galardonada con la Creu de Sant Jordi 2019.
Es integrante del jurado del premio Pritzker.